# Hans-Jörg Götzl
Hans-Jörg Götzl (* 1967 in Dorsten) ist ein deutscher Motorjournalist und aktueller Chefredakteur von Motor Klassik und Youngtimer.
Götzl kam 1994 als Redakteur zur Motor Klassik und wurde 2006 zum stellvertretenden Chefredakteur sowohl der Motor Klassik als auch der Youngtimer. Im Frühjahr 2011 übernahm Götzl zunächst kommissarisch die Redaktionsleitung von Malte Jürgens, ehe er im Dezember zum Chefredakteur beider Blätter wurde.

## Veröffentlichungen
- Mille miglia. Das legendäre Oldtimerrennen. Mit Fotos von H. D. Seufert. Motorbuch-Verlag, Stuttgart 2000, ISBN 3-613-01875-6.
- Extra-Touren. Die schönsten Oldtimer-Veranstaltungen. Auto-Touren für Genießer. Fotos: Uli Jooß. Motorbuch-Verlag, Stuttgart 2000, ISBN 3-613-02085-8.
- Power and glory. Am Steuer berühmter Rennwagen-Klassiker. Motorbuch-Verlag, Stuttgart 2004, ISBN 3-613-02389-X.